# اسکار پلیچولی
اسکار پلیچولی (ایتالیایی: Oscar Pelliccioli؛ زادهٔ ۱ ژوئیهٔ ۱۹۶۵) دوچرخه‌سوار اهل ایتالیا است.